# Крукед-Крик (аэропорт)
Аэропорт Крукед-Крик (англ. Crooked Creek Airport), (ИАТА: CKD, FAA LID: CJX) — государственный гражданский аэропорт, расположенный в трёх километрах к югу от района Крукед-Крик (Аляска), США.

## Операционная деятельность
Аэропорт Крукед-Крик расположен на высоте 54 метров над уровнем моря и эксплуатирует одну взлётно-посадочную полосу:
- 13/31 размерами 609 x 18 метров с гравийным покрытием.[1]